# Молес Каливес
Молес Каливес (грч. Μόλες Καλύβες) је приморско насељено место у општини Касандра у периферији Средишња Македонија, Грчка. Према попису из 2021. године било је 130 становника.
Насеље се налази на месту где су мештани Касандрина имали колибе због обрађивања својих имања. Шездесетих година 20. века подигнуто је ново насеље и први пут се помиње на попису из 1971. године са 10 становника.